# Euxoa livida
Euxoa livida är en fjärilsart som beskrevs av Otto Staudinger 1901. Euxoa livida ingår i släktet Euxoa och familjen nattflyn. Inga underarter finns listade i Catalogue of Life.